# Stora Mörttjärnen (Töcksmarks socken, Värmland, 661237-126887)
Stora Mörttjärnen är en sjö i Årjängs kommun i Värmland och ingår i Göta älvs huvudavrinningsområde. Sjön är 7 meter djup, har en yta på 0,019 kvadratkilometer och befinner sig 179 meter över havet.